# Shota Grigalashvili
Shota Grigalashvili (geo. შოთა გრიგალაშვილი; Tbilisi, 21 giugno 1986) è un ex calciatore georgiano, di ruolo centrocampista.

## Palmarès

### Club

#### Competizioni nazionali
- Campionato georgiano: 2

Zest'aponi: 2010-2011, 2011-2012
- Supercoppa di Georgia: 2

Zest'aponi: 2011, 2012